# Éva Karakas
Éva Karakas (z domu Fürst, ur. 15 lutego 1922 w Budapeszcie, zm. 7 maja 1995 w Budapeszcie) – węgierska szachistka, arcymistrzyni od 1982 roku. Występowała również pod nazwiskiem Kertész (z pierwszego małżeństwa).

## Kariera szachowa
Pod koniec lat 50. i w latach 60. XX wieku należała do szerokiej światowej czołówki. Czterokrotnie brała udział w turniejach pretendentek (eliminacji mistrzostw świata), najlepszy wynik osiągając w 1959 r. w Płowdiwie, gdzie zajęła VII miejsce (wynik ten odpowiadał wówczas ósmej pozycji na świecie). Poza tym, w 1955 r. zajęła XIV miejsce, w 1961 r. – IX, a w 1964 r. - XIII. W 1962 r. wystąpiła w rozegranych w Grudziądzu międzynarodowych mistrzostwach Polski kobiet, zajmując II miejsce (za Margaretą Perevoznic). W 1973 r. wzięła udział w turnieju międzystrefowym rozegranym na Minorce, zajmując XV miejsce. Osiągnęła kilka sukcesów w turniejach międzynarodowych, m.in. dz. I-II m. (1970) oraz dz. II-III m. (1971) w Emmen, jak również III m. w Piotrkowie Trybunalskim (1974).
Największe sukcesy odniosła w kategorii "weteranek" (zawodniczek powyżej 50. roku życia). Trzykrotnie (w latach 1991, 1992 i 1994) sięgnęła po tytuły mistrzyni świata w tej kategorii wiekowej.
Była siedmiokrotną indywidualną mistrzynią Węgier. Trzykrotnie reprezentowała narodowe barwy na szachowych olimpiadach (w tym 2 razy na I szachownicy). Najlepszy wynik zanotowała w roku 1957 w Emmen, gdzie węgierskie szachistki zajęły IV miejsce.